# Пескара
За провинцията вижте Пескара (провинция).
Песка̀ра (на италиански: Pescara) е град и община в Южна Италия, административен център на провинция Пескара в регион Абруцо. Разположен е на 4 m надморска височина. Населението на града е 123 062 души (към декември 2009). Градът е морски курорт и важно пристанище на италианския бряг на Адриатическото море.

## Спорт
Представителният футболен отбор на града се казва Пескара Калчо.